# منتخب إسرائيل لاتحاد الرغبي
منتخب إسرائيل الوطني لاتحاد الرغبي (بالعبرية: נבחרת ישראל ברוגבי‏) هو ممثل إسرائيل الرسمي في المنافسات الدولية في اتحاد الرغبي .